# گردان انصار
گردان انصار (به عربی: کتیبه الانصار) یکی از گروه‌های درگیر در جنگ داخلی سوریه است.گروه بین‌‌‌المللی بحران،این گروه را یکی از ۵ گروه اصلی سلفی درگیر در جنگ داخلی سوریه عنوان کرده است.این گروه که از مارس  ۲۰۱۲ تشکیل شده ،هدفش را از ورود به این جنگ،جهاد و ماهیت این جنگ را فرقه‌ای عنوان کرد.این گروه در حومه شهر حمص مشغول به نبرد می‌باشد.